# Anže Logar

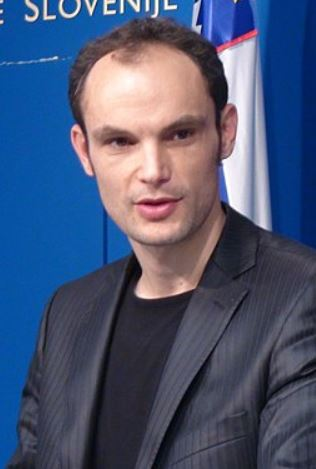
Anže Logar (2012)

Anže Logar (* 15. Mai 1976 in Ljubljana) ist ein slowenischer Politiker (SDS). Von 2020 bis 2022 war er Außenminister des Landes.

## Leben
Er studierte Wirtschaftswissenschaften an der Universität Ljubljana, 2016 promovierte er im Fach Angewandte Sozialwissenschaft an der Universität Nova Gorica.
Von 2014 bis 2020 war er Abgeordneter im Slowenischen Parlament. 2018 kandidierte er um das Amt des Bürgermeisters von Ljubljana, konnte sich aber mit 29,2 % der Stimmen nicht gegen den seit 2006 amtierenden Zoran Janković (60,7 %) durchsetzen.
Von 2020 bis zum Amtsantritt des Kabinetts von Robert Golob 2022 war er Außenminister in der Regierung von Janez Janša.